# Internationale Cricket-Saison 1978/79
Die internationale Cricket-Saison 1978/79 fand zwischen Oktober 1978 und März 1979 statt. Als Wintersaison wurden vorwiegend Heimspiele der Mannschaften aus Südasien, der Karibik und Ozeanien ausgetragen.

## Überblick

### Internationale Touren
| Beginn           | Heimteam   | Auswärtsteam | Resultate | Resultate | Artikel |
| Beginn           | Heimteam   | Auswärtsteam | Test      | ODI       | Artikel |
| ---------------- | ---------- | ------------ | --------- | --------- | ------- |
| 1. Oktober 1978  | Pakistan   | Indien       | 2–0 [3]   | 2–1 [3]   | Artikel |
| 1. Dezember 1978 | Australien | England      | 1–5 [6]   | 2–1 [5]   | Artikel |
| 1. Dezember 1978 | Indien     | West Indies  | 1–0 [6]   |           | Artikel |
| 2. Februar 1979  | Neuseeland | Pakistan     | 0–1 [3]   |           | Artikel |
| 10. März 1979    | Australien | Pakistan     | 1–1 [2]   |           | Artikel |

### Internationale Touren (Frauen)
| Beginn          | Heimteam   | Auswärtsteam | Resultate | Artikel |
| Beginn          | Heimteam   | Auswärtsteam | WTest     | Artikel |
| --------------- | ---------- | ------------ | --------- | ------- |
| 12. Januar 1979 | Australien | Neuseeland   | 1–0 [3]   | Artikel |

## Nationale Meisterschaften
Aufgeführt sind die nationalen Meisterschaften der Full Member des ICC.
| Land                               | First-Class                 | List A                                    |
| ---------------------------------- | --------------------------- | ----------------------------------------- |
| Australien                         | Sheffield Shield 1978/79    | Gillette Cup 1978/79                      |
| Indien                             | Ranji Trophy 1978/79        | Wills Trophy 1978/79                      |
| Duleep Trophy 1978/79              | Deodhar Trophy 1978/79      |                                           |
| Irani Trophy 1978/79               |                             |                                           |
| Neuseeland                         | Shell Trophy 1978/79        | Gillette Cup 1978/79                      |
| Pakistan                           | Quaid-e-Azam Trophy 1978/79 |                                           |
| BCCP Invitation Tournament 1978/79 |                             |                                           |
| BCCP Patron’s Trophy 1978/79       |                             |                                           |
| Südafrika                          | Currie Cup 1978/79          | Datsun Shield 1978/79                     |
| Castle Bowl 1978/79                |                             |                                           |
| Howa Bowl 1978/79                  |                             |                                           |
| West Indies                        | Shell Shield 1978/79        | Geddes Grant/Harrison Line Trophy 1978/79 |